# Garry Thomson
Garry Thomson (13. rujna 1925. – 23. svibnja 2007.) bio je britanski muzejski konzervator,  po vjeroispovijesti budist.

## Životopis
Robert Howard Garry Thomson (znan kao Garry Thomson) rođen je na Carey Islandu, u nekadašnjoj Britanskoj Malaji, gdje mu je otac imao plantažu uljnih palmi.
Završio je Charterhouse School, u Engleskoj, nakon čega je odslužio vojni rok u Indiji, krajem drugog svjetskog rata. Potom je pohađao studij kemije na sveučilištu Magdalene College u Cambridgeu.
Od 1951. do 1955., radio je u uredničkom timu knjige ‘A History of Technology’, nakon čega je postao kemičar istraživač u National Gallery u Londonu,gdje je radio do umirovljenja godine 1985. Tu je nastalo i njegovo ključno djelo, knjiga The Museum Environment, 1978. godine. Ova je knjiga   i danas najznačajnije djelo posvećeno ovoj tematici, iako se njene preporuke više ne tumače tako rigidno.
Godine 1968. organizirao je prvu konferenciju posvećenu muzejskoj mikroklimi, u suradnji s International Institute for Conservation (IIC) u Londonu. Bio je i predsjednik International Institute for Conservation (IIC), od 1983. do 1986. Surađivao je i u osmišljavanju ICCROM-ovog tečaja 'Scientific Principles of Conservation', u Rimu 1974., a na istom je tečaju i osobno poučavao. Godine 1976 dao je doprinos u koncipiranju novog ICCROM-ovog tečaja 'Preventive Conservation' ,te je kao redovni predavač na ICCROM- ovim tečajevima radio do 1989.

## Nagrade i priznanja
- Commander of the Order of the British Empire (CBE) 1983.
- ICCROM Award (1986).
- Plowden Gold Medal (1999).

## Uredništvo
- Honorarni urednik od 1959 do 1967 - Studies in Conservation, the journal of the International Institute for Conservation (IIC).
- Recent Advances in Conservation (1963)
- Museum Climatology

## Publikacije
- The Museum Environment (1978) (1986)
- Reflections on the life of Buddha (1982)
- The Sceptical Buddhist (1995)